# Lettonie au Concours Eurovision de la chanson junior
La Lettonie participe au Concours Eurovision de la chanson junior pour la première fois en 2003. Après cinq participations discontinues, elle n'y concoure plus depuis 2012.

## Participation
La Lettonie participe pour la première fois en 2003, jusqu'en 2005. Ils sont de retour en 2010  après un retrait de 4 ans, ils sont en retrait depuis 2012.

## Représentants
| Année                   | Artiste                             | Chanson                    | Langue | Traduction du titre            | Place | Points |
| ----------------------- | ----------------------------------- | -------------------------- | ------ | ------------------------------ | ----- | ------ |
| 2003                    | Dzintars Čīča                       | Tu esi vasarā              | Letton | Tu es mon été                  | 09    | 37     |
| 2004                    | Mārtiņš Tālbergs & C-Stones Juniors | Balts vai melns            | Letton | Blanc ou noir                  | 17    | 3      |
| 2005                    | Kids4Rock                           | Es esmu maza jauka meitene | Letton | Je suis une belle petite fille | 11    | 50     |
| Retrait de 2006 à 2009. |                                     |                            |        |                                |       |        |
| 2010                    | Šarlote Lēnmane & Sea Stones        | Viva la Dance              | Letton | Vive la danse                  | 10    | 51     |
| 2011                    | Amanda Bashmakova                   | Meness suns                | Letton | Le chien de la lune            | 13    | 31     |
| Retrait depuis 2012.    |                                     |                            |        |                                |       |        |

- Première place
- Deuxième place
- Troisième place
- Dernière place